# Automobilsteuer
Die Automobilsteuer in der Schweiz ist ähnlich der Mehrwertsteuer eine Besteuerung des Wirtschaftsverkehrs, und damit eine Verbrauchssteuer. Die Steuer wird vom Bund seit der Einführung 1997 auf Automobile des Personen- und Warentransports erhoben und beträgt 4 Prozent des Fahrzeugwerts. Wurde das Fahrzeug im Ausland produziert, wird die Steuer bei Einfuhr des Fahrzeuges in die Schweiz erhoben, wird das Fahrzeug in der Schweiz produziert, wird sie beim Automobilhersteller erhoben. Eingeführte Elektroautos waren bis Ende 2023 von der Steuer befreit. Die ausführende Steuerbehörde ist die Eidgenössische Zollverwaltung, sie ist für den Vollzug des Automobilsteuergesetzes zuständig. Seit 2018 fliessen die Einnahmen zu 100 Prozent in den Nationalstrassen- und Agglomerationsverkehrsfonds.

## Motorfahrzeugsteuer
Neben der o. g. Automobilsteuer gibt es noch die jährliche Steuer für eingelöste (d. h. zugelassene) Strassenfahrzeuge, die häufig als „Motorfahrzeugabgabe“, „Motorfahrzeugsteuer“ oder auch als „Verkehrssteuer“ oder „Verkehrsabgabe“ bezeichnet wird. Sie wird für das Halten eines Fahrzeugs erhoben und entspricht insofern der in Deutschland und Österreich als Kraftfahrzeugsteuer bezeichneten Abgabe. Ihre Berechnung ist kantonal unterschiedlich geregelt. Im Kanton Bern bemisst sie sich etwa nach dem Gesamtgewicht gemäss Fahrzeugausweis, in den Kantonen Zürich und Aargau nach Fahrzeugart und, für Personenwagen mit Verbrennungsmotor, nach dem Hubraum. Auch die Höhe der Abgabe variiert erheblich von Kanton zu Kanton. So beträgt für das Jahr 2012 die Zürcher Verkehrsabgabe für einen Personenwagen mit 1450 cm³ Hubraum 313.70 Franken; der benachbarte Aargau erhebt für ein identisches Fahrzeug hingegen die Summe von 228.00 Fr.
Kantone und Gemeinden können den Kauf von energieeffizienten Fahrzeugen steuerlich entlasten.
Zudem erhält der Bund die Einnahmen aus der Autobahnvignette und erhebt für LKW eine fahrstreckenabhängige Schwerverkehrsabgabe für LKW. Diese beiden Strassenbenutzungsabgaben sind auch für im Ausland registrierte Fahrzeuge zu entrichten, sobald diese das Schweizer Autobahnnetz bzw. Strassennetz benutzen.

## Gesetzliche Grundlagen
- Automobilsteuergesetz vom 21. Juni 1996 (AStG)
- Automobilsteuerverordnung vom 20. November 1996 (AStV)
- Besteuerung der Strassenfahrzeuge Kanton Bern
- Verkehrsabgaben Kanton Zürich
- Steuern für Motorfahrzeuge Kanton Aargau
- Rechner für Schweizer Verkehrsabgaben